# Laurent Schmalen
Laurent Schmalen (* 20. November 1979 in Luxemburg) ist ein luxemburgischer Ingenieur im Fachgebiet der Nachrichtentechnik und Universitätsprofessor der Fakultät für Elektrotechnik und Informationstechnik am Karlsruher Institut für Technologie (KIT). Er leitet kollegial mit Peter Rost das Institut für Nachrichtentechnik des KIT.

## Werdegang
Nach dem Abitur am Lycée classique de Diekirch begann Schmalen im Jahr 1999 das Studium der Elektrotechnik und Informationstechnik an der RWTH Aachen University, welches er 2005 abschloss. Von 2005 bis 2011 war er wissenschaftlicher Mitarbeiter und Doktorand am Institut für Nachrichtentengeräte und Datenverarbeitung der RWTH Aachen und promovierte an der Fakultät für Elektrotechnik und Informationstechnik der RWTH Aachen University (Gutachter: Peter Vary und Gerd Ascheid). Seine Dissertation befasst sich mit der iterativen Quellen- und Kanaldecodierung zur Verbesserung der Qualität von Multimediasignalen bei gestörter Übertragung und trägt den Titel „Iterative Source-Channel Decoding: Design and Optimization for Heterogeneous Networks“. Nach seiner Promotion forschte er für 5 Jahre als Forschungsingenieur bei den Bell Laboratories an deren Standort in Stuttgart an Fehlerkorrektur- und Modulationsverfahren für Glasfaser-basierte Kommunikationssysteme. Ab 2016 war er für 3 Jahre Abteilungsleiter bei den Bell Laboratories bevor er im Jahr 2019 als ordentlicher Universitätsprofessor an das Karlsruher Institut für Technologie (KIT) berufen wurde und seitdem dort das Institut für Nachrichtentechnik an der Fakultät für Elektrotechnik und Informationstechnik leitet.

### Lehre
Schmalen hält am KIT die Vorlesungen „Grundlagen der Datenübertragung“, sowie „Channel Coding: Graph-based Codes“, „Channel Coding: Algebraic Methods“, „Machine Learning and Optimization in Communications“ und „Quellencodierung“. Er verantwortet zudem Laborpraktika zum Thema „Communications Engineering“ sowie verschiedene Seminare.

### Auszeichnungen
Laurent Schmalen erhielt für seine Arbeiten mehrere Auszeichnungen. Er wurde für seine Leistungen im Elektrotechnikstudium an der RWTH Aachen mit der Springorum-Denkmünze (2005) und dem Friedrich-Wilhelm-Preis (2006) ausgezeichnet. Seine Dissertation wurde mit dem E-Plus-Preis (2011), der Borchers-Plakette (2012) und dem Friedrich-Wilhelm-Preis (2012) gewürdigt. Seine Schriften erhielten mehrere Preise, hierbei sind insbesondere zwei Best Paper Awards des Journal of Lightwave Technology hervorzuheben, einer Zeitschrift die gemeinsam vom
Institute of Electrical and Electronics Engineers (IEEE) und der wissenschaftlichen Gesellschaft Optica herausgegeben wird.
Anfang 2020 wurde Laurent Schmalen vom Europäischen Forschungsrat (ERC) mit dem renommierten ERC Consolidator Grant für das Projekt „RENEW“ ausgezeichnet. Seit 2023 ist Laurent Schmalen IEEE Fellow, ein Mitgliederstatus des IEEE, der an Personen mit außergewöhnlichen Leistungen in einem Interessenbereich des IEEE verliehen wird.

### Werke
Schmalen forscht an Übertragungsverfahren für Glasfasernetze und Mobilfunk. Sein Schwerpunkt liegt auf Fehlerkorrekturverfahren, Modulationsverfahren sowie Algorithmen zur Signalverarbeitung. Laurent Schmalen hat über 200 Zeitschriften- und Konferenzveröffentlichungen und mehrere Patente veröffentlicht. Seine wissenschaftlichen Arbeiten sind häufig zitiert. Er erhielt den Best Award Award des Journal of Lightwave Technology für die meistzitierten Beiträge der Jahre 2016 und 2018 für Arbeiten zur probabilistischen Konstellationsformung und der Anwendung des maschinellen Lernens in Glasfaserkommunikationssystemen. In seiner Zeit bei den Bell Laboratories war er an mehreren Weltrekorden für Übertragungsgeschwindigkeit in Glasfaser-basierten Kommunikationssystemen beteiligt, zum Beispiel über das transatlantische Seekabel AEC-1 von Facebook Inc. Nationale und internationale Medien berichteten über Schmalens Forschungsergebnisse.